# برنارد فيربير

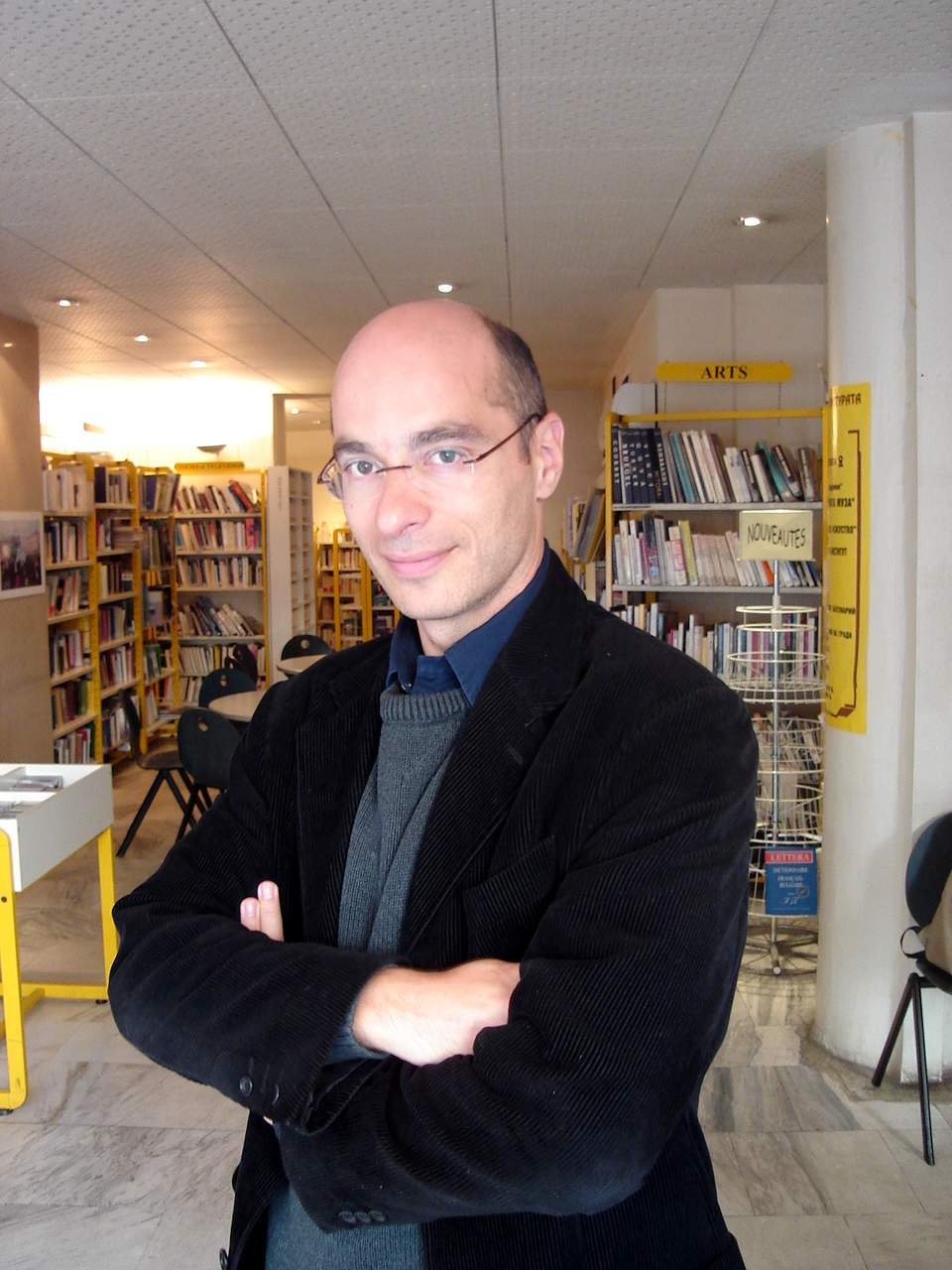
برنارد فيربير

برنارد فيربير (بالفرنسية: Bernard Werber) كاتب خيال علمي فرنسي (ولد في 18 سبتمبر 1961) في مدينة تولوز الفرنسية، وبدأ فيربيير الكتابة في عام 1990.

## رواياته
يمزج اسلوبه في الكتابة بين عدة أنواع أدبية مختلفة، كالأسلوب الملحمي، أسلوب الخيال العلمي ووالأسلوب الفلسفي.
في معظم رواياته، قام برنارد باستخدام نموذخ البناء القصصي نفسه، حيث يستعمل النص النثري بالتناوب مع الأسلوب العلمي.
كما أن هناك العديد من أشكال الترابط في رواياته، فنجد شخصية ادمون ويلز في ثلاثيته الشهيرة النمل، موجودة أيضا في روايته مملكة الملائكة.

## الرمزية في كتاباته
الرمزية في كتاباته واسعة جدا، فالحيوانات كالنمل والدلافين والفئران حيوانات ذكية، أو هكذا تظهر في كتاباته. كما أنه كثيرا ما يعود إلى رمزية الأرقام إلى أنه وفقا لأسلوبه في الكتابة، فإنه يحاول أن يعكس مرحلة من مراحل تطور النفس البشرية.

## أعماله
- ثلاثية النمل التي حملت العناوين:
  - النمل، 1991 (هذا الكتاب باع أكثر من مليوني نسخة وتمت ترجمته لأكثر من 30 لغة حول العالم)
  - يوم النمل، 1992
  - ثورة النمل، 1996
- ثلاثية ثاناتوناتس
  - ثاناتوناتس، 1994
  - إمبراطورية الملائكة، 2000
  - ونحن الألهة، 2004
  - ثاناتونوتس، 2022. ترجمة حسين عمر.
  - صندوق باندورا، 2022. ترجمة أريح حمود.[1]

## وصلات خارجية
- برنارد فيربير على موقع IMDb (الإنجليزية)
- برنارد فيربير على موقع ميوزك برينز (الإنجليزية)
- برنارد فيربير على موقع ميوزك برينز (الإنجليزية)
- برنارد فيربير على موقع ديسكوغز (الإنجليزية)
- برنارد فيربير على موقع قاعدة بيانات الفيلم (الإنجليزية)

برنارد فيربير  على قاعدة بيانات الخيال التأملي على الإنترنت
- Werber's official website